# Carl Ludwig Blume

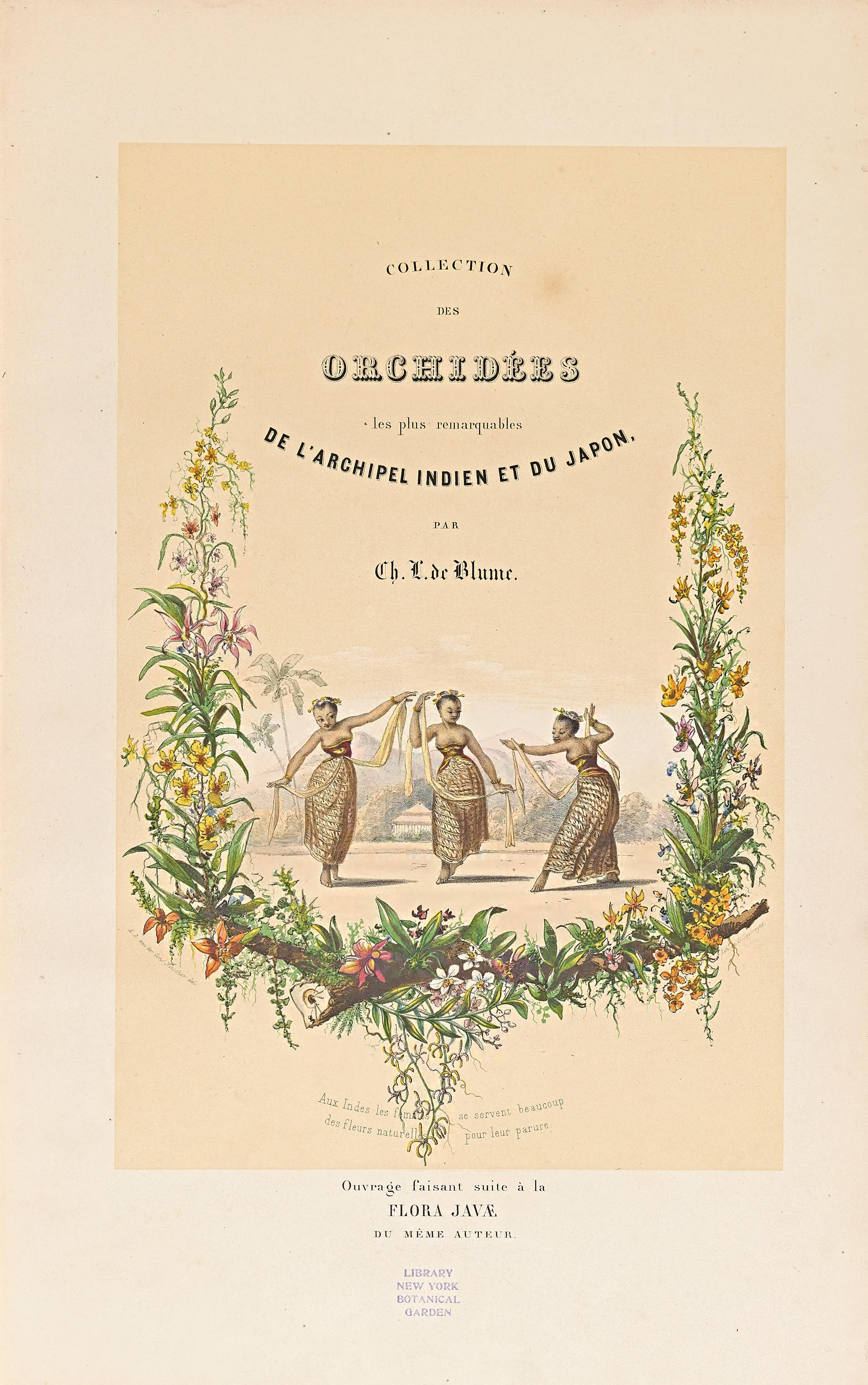
Portada de Collection des Orchidées les plus remarquables de l'archipel Indien et du Japon de Blume

Carl Ludwig Blume (Karel Lodewijk Blume) (Braunschweig, 9 de junio de 1796 - Leiden, 3 de febrero de 1862) fue un naturalista y botánico germanoneerlandés.

## Biografía
Nació en Braunschweig en Alemania, pero pasó la mayor parte de su vida profesional trabajando y viviendo en los Países Bajos, donde fue el director del Rijksherbarium (herbario del estado) en Leiden. Su nombre se presenta a veces en neerlandés como Karel Lodewijk Blume, pero la forma alemana es la más ampliamente utilizada en los textos botánicos.
Llevó a cabo unos estudios extensos de la flora del Sur de Asia, particularmente en la isla de Java, entonces una colonia de los Países Bajos. Fue también entomólogo.
Blume mantuvo correspondencia por carta durante un tiempo con Charles Darwin.
Estudió y describió varios géneros de orquídeas que llevan su abreviatura en el nombre genérico entre ellos en 1825 Anoectochilus.

## Obra
- "Catalogus van eenige der merkwaardigste zoo in- als uitheemse gewassen, te vinden in 's Lands Plantentuin te Buitenzorg" opgemaakt door C. L. Blume, M.D., Directeur van voorz. tuin. s.l. n.d. (Catálogo de algunas plantas nativas y exóticas en Buitenzorg) Batavia 1823

- Tabellen en Platen voor de Javaansche Orchideen. 1825

- Bijdragen tot de flora van Nederlandsch Indië... (Contribuciones a la flora de las Indias Neerlandesas) 1825-1827

- Enumeratio plantarum Javae et insularum adjacentium, 1827-1828

- Flora Javae nec non insularum adjacentium... Archivado el 31 de julio de 2012 en Wayback Machine. (con J.B. Fischer) 1828-1858

- "Rumphia, Sive Commentationes Botanicae imprimis de Plantis Indiae Orientalist, Lugdunu-Batavorum", Ámsterdam, Bruselas y París, 1835-1848. 4 vv.

- Museum botanicum lugduno-batavum..., 1849-1857

- Flora Javae et insularum adjacentium nova series 1858-1859

- "Collection des Orchides les plus remarquables De’Archipel Indien et du Japon". Ámsterdam, 1858. Con texto y grabados fidedignos en color

## Eponimia
Géneros
- (Asteraceae) Blumea DC.[2]
- (Bombacaceae) Blumea Rchb.[3]
- (Loranthaceae) Blumella Tiegh.[4]

## Reconocimientos
- Revista científica Blumea